# Marijan Šunjić (fizikus)
Marijan Šunjić (Zágráb, 1940. április 5. – ), horvát fizikus, egyetemi tanár, a Zágrábi Egyetem rektora.

## Élete
A Zágrábi Egyetem Természettudományi Karán fizika szakon szerzett diplomát, ahol mesterdiplomát is szerzett. 1970-ben Londonban szilárdtestfizikából doktorált. 1963-tól 1978-ig a Ruđer Bošković Intézet munkatársa volt. 1978-ban átigazolt az egyetem természettudományi karára. 1981-ben rendes tanárrá választották. Számos tisztséget töltött be egyetemi egyesületekben Horvátországban és Európában. A Tudományos, Technológiai és Informatikai Minisztériumban 1990 és 1991 között miniszterhelyettes.
1990 és 1994 között a Zágrábi Egyetem rektora volt. A rektori tisztséget a délszláv háború előtti állapotban, a függetlenség kikiáltása és a háború idején töltötte be, amikor az egyetemet az európai hagyományok alapján szervezték újjá. Elfelejtett hagyományokat újított fel az egyetemen, javította az osztályozási eljárást, és megtartották az Első Szemlét. Az 1991 és 1993 közötti időszakban a Horvát Egyetemek Szövetségének elnöke, 1993-1996-ban a Horvát Köztársaság Felsőoktatási Intézményei Rektori Közgyűlésének elnöke volt. 1991 óta tagja az Európai Rektori Konferencia (CRE) Állandó Bizottságának. 1994-ben az állandó bizottság elnöke lett, 1995-től 1998-ig a Duna menti Országok Rektori Konferenciájának elnöke. 1998 és 2000 között rendkívüli és meghatalmazott nagykövet volt az Apostoli Szentszéknél.

## Tudományos munkássága
A tudományos tevékenységét a szilárdtestfizika, azon belül is főként a felületfizika területén fejti ki. A szilárdtestspektroszkópiában, a fotoemisszióban, az elektronspektroszkópiában és a felületi folyamatok dinamikájában foglalkozott a többrészecske-effektusokkal. Számos nemzetközi kutatási projekt kutatója és tulajdonosa, számos tudományos konferenciát szervezett. Eddig egy tankönyvet és több mint száz tudományos közleményt publikált. A fizika területén végzett tudományos munka mellett a tudomány etikai vonatkozásaival, az egyetem szervezeti kérdéseivel, valamint a tudomány és a vallás kapcsolatával foglalkozik.